# 석우초등학교
석우초등학교는 대한민국 경기도 화성시에 있는 공립 초등학교이다.

## 학교 연혁
- 2007. 03. 01 석우초등학교 개교,제1대 정형동 교장 부임
- 2007. 12. 31 학교 경영 우수학교, 독서교육 우수학교 표창
- 2008. 02. 14 제1회 졸업식(남 91명, 여 74명 계165명)
- 2008. 03. 01 초등학교 32학급 편성(특수학급 1학급 포함)
- 2008. 03. 01 어학 모델학교 운영(화성시 1억6천만원 지원 사업)
- 2008. 10. 30 학교스포츠클럽우수학교 표창(화성교육청 교육장)
- 2008. 12. 22 교과특성화 학교 운영 우수학교 표창(경기도 교육감)
- 2008. 12. 31 창의적 학교 경영 우수학교 표창(화성교육청 교육장)
- 2008. 12. 31 영재학급(과학,수학 2학급) 운영교 지정
- 2009. 02. 12 제2회 졸업식(남 104명, 여 79명 계183명)
- 2009. 03. 01 초등학교 33학급 편성(특수학급 1학급 포함)
- 2009. 03. 01 어학 모델학교 운영(화성시 1억2천만원 지원 사업)
- 2009. 12. 22 교과특성화 학교 운영 우수학교 표창(경기도 교육감)
- 2010. 02. 18 제3회 졸업식(남 95명, 여 92명 계187명)
- 2010. 03. 01 초등학교 36학급 편성(특수학급 1학급 포함)
- 2010. 12. 31 학교 평가 최우수교 선정 표창
- 2010. 12. 31 교과 특성화 학교 우수 학교 표창(경기도 교육감)
- 2011. 02. 16 제4회 졸업식(남 95, 여 92명 계218명)
- 2011. 03. 11 초등학교 37학급 편성(특수학급 1학급 포함)
- 2012. 02. 15 제5회 졸업식(남 100, 여 93명 계193명)
- 2012. 03. 01 초등학교 37학급 편성(특수학급 1학급 포함)
- 2013. 02. 15 제6회 졸업식(남 102, 여 100명 계202명)
- 2013. 03. 01 제2대 진재석 교장 부임
- 2013. 03. 01 초등학교 37학급 편성(특수학급 1학급 포함)
- 2014. 02. 14 제7회 졸업식(남 100, 여 87명 계187명)
- 2014. 03. 01 초등학교 37학급 편성(특수학급 1학급 포함)
- 2015. 02. 13 제8회 졸업식(남 94, 여 95명 계189명)
- 2015. 03. 01 제3대 주민숙 교장 부임
- 2015. 03. 01 초등학교 38학급 편성(특수학급 1학급 포함)

## 참고 자료
- 석우초등학교 - 한국교육학술정보원 학교알리미